# Metin Hakverdi

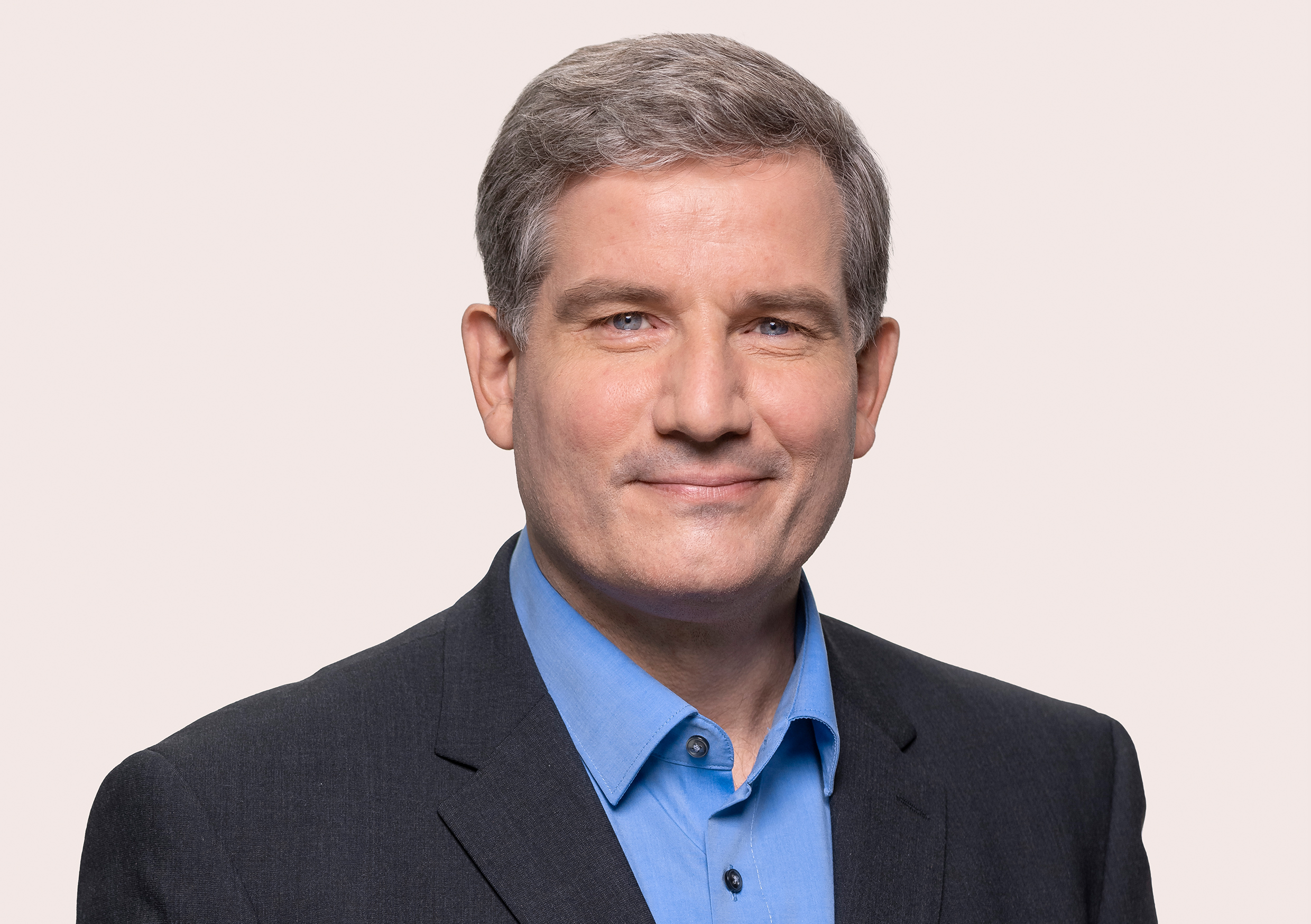
Metin Hakverdi (2021)

Metin Hakverdi (* 25. Juni 1969 in Hamburg) ist ein deutscher Politiker (SPD). Er war von 2008 bis 2013 Mitglied der Hamburgischen Bürgerschaft und ist seit 2013 Mitglied des Deutschen Bundestages. Seit 2025 ist er Koordinator der Bundesregierung für die transatlantische Zusammenarbeit.

## Leben und Beruf
Hakverdi wuchs in Hamburg-Wilhelmsburg auf. Sein aus der Türkei stammender Vater war Taxifahrer, seine Mutter kommt aus Mecklenburg-Vorpommern und arbeitete als Sekretärin. Im Jahr 1988 absolvierte er sein Abitur am Gymnasium Kirchdorf/Wilhelmsburg, das seit 2012 Helmut-Schmidt-Gymnasium heißt. Zuvor erlangte er im Jahr 1986 nach einem einjährigen Aufenthalt in Simi Valley ein High School Diploma. Er studierte an der Christian-Albrechts-Universität zu Kiel und der Indiana University Bloomington Rechtswissenschaft und schloss das Studium 1999 mit dem Zweiten Juristischen Staatsexamen ab. Im Jahr 2000 erhielt er seine Zulassung als Rechtsanwalt und gründete anschließend eine Kanzlei. 2019 heiratete er seine Frau im Bergedorfer Schloss.
Universitäre Tätigkeiten
Hakverdi ist Lehrbeauftragter an der Technischen Universität Hamburg in Harburg und gibt regelmäßig Vorträge an US-amerikanischen Universitäten zur deutschen Außen- und Sicherheitspolitik. 2024 war er dabei unter anderem an der Harvard University und der National Defense University zu Gast. Er war John F. Kennedy Memorial Fellow am Minda de Gunzberg Center for European Studies der Harvard University.

## Mitglied der Hamburgischen Bürgerschaft

### 2008–2011
Bei der Bürgerschaftswahl 2008 gewann er im Wahlkreis Billstedt – Wilhelmsburg – Finkenwerder ein Direktmandat und zog in die Hamburgische Bürgerschaft ein. Auf der Wahlkreisliste kandidierte er auf Platz drei hinter Philipp-Sebastian Kühn und Hildegard Jürgens, konnte aber die meisten Stimmen der Kandidaten erreichen. In der 19. Wahlperiode war er Mitglied im Haushaltsausschuss, im Rechtsausschuss sowie im Sozialausschuss. Dazu war er Schriftführer im Vorstand der Bürgerschaft. Von 2009 bis 2011 war er Mitglied in den Parlamentarischen Untersuchungsausschüssen zur HSH Nordbank und zu Cum-Ex.

### 2011–2013
Bei der Bürgerschaftswahl 2011 konnte Hakverdi erneut ein Direktmandat im Wahlkreis Billstedt – Wilhelmsburg – Finkenwerder gewinnen. Auf der Wahlkreisliste kandidierte er erneut auf Platz drei hinter Philipp-Sebastian Kühn und Susanne Kilgast, konnte aber nach Philipp-Sebastian Kühn die zweitmeisten Stimmen der Kandidaten erreichen. In der 20. Wahlperiode war er erneut Mitglied im Haushaltsausschuss, im Ausschuss Öffentliche Unternehmen, Obmann im Parlamentarischen Untersuchungsausschuss Elbphilharmonie sowie erneut Schriftführer im Vorstand der Bürgerschaft.

## Mitglied des Bundestages

### 2013–2017
Im Dezember 2012 wurde Hakverdi als Nachfolger von Hans-Ulrich Klose als Direktkandidat im Bundestagswahlkreis Hamburg-Bergedorf – Harburg nominiert. Er setzte sich gegen den Harburger Kreisvorsitzenden Frank Richter und Ingo Egloff durch. Bei der Bundestagswahl 2013 gewann er mit 40,4 Prozent der Erststimmen das Direktmandat und zog in den Deutschen Bundestag ein. Mit diesem Ergebnis erhielt Hakverdi von allen Hamburger Direktkandidaten das beste Ergebnis.
In der 18. Wahlperiode war Hakverdi Mitglied im Rechtsausschuss, im Finanzausschuss und im Parlamentarischen Finanzmarktgremium. Außerdem war er stellvertretendes Mitglied im Haushaltsausschuss, im Ausschuss für die Angelegenheiten der Europäischen Union und im Cum/Ex-Untersuchungsausschuss. Er war stellvertretender Fraktionssprecher für Recht und Verbraucherschutz und Berichterstatter seiner Fraktion für die Themenbereiche Abgeordnetenbestechung, Frauenquote und Bürgerrechte. Außerdem war er Mitglied der deutsch-amerikanischen Parlamentariergruppe, der deutsch-israelischen Parlamentariergruppe und der deutsch-südosteuropäischen Parlamentariergruppe (Albanien, Kosovo, Serbien, Montenegro und Mazedonien).

### 2017–2021
Nachdem Hakverdi im November 2016 als Direktkandidat im Bundestagswahlkreis Hamburg-Bergedorf – Harburg bestätigt worden war, verteidigte er bei der Bundestagswahl 2017 sein Direktmandat mit 34,8 Prozent der Erststimmen. So wie bei der Bundestagswahl 2013 erhielt Hakverdi von allen Hamburger Direktkandidaten das beste Ergebnis.
In der 19. Wahlperiode war Hakverdi zunächst Mitglied im Ausschuss für die Angelegenheiten der Europäischen Union und im Finanzausschuss sowie stellvertretendes Mitglied im Haushaltsausschuss. Nachdem die Nachrückerin Dorothee Martin im Juni 2020 seinen Sitz im Finanzausschuss übernommen hatte, war er Mitglied im Ausschuss für die Angelegenheiten der Europäischen Union und im Unterausschuss zu Fragen der Europäischen Union sowie stellvertretendes Mitglied im Finanzausschuss und im Haushaltsausschuss. Er war stellvertretender Fraktionssprecher für die Angelegenheiten der Europäischen Union und Vorsitzender des Gesprächskreises USA/Nordamerika der SPD-Bundestagsfraktion.

### 2021–2025
Im April 2021 wurde Hakverdi erneut als Direktkandidat im Bundestagswahlkreis Hamburg-Bergedorf – Harburg nominiert. Bei der Bundestagswahl 2021 gewann er den Wahlkreis mit 39,3 Prozent der Erststimmen und erzielte damit erneut das beste Ergebnis aller Hamburger Direktkandidaten. Er ist stellvertretendes Mitglied in der Deutsch-Französischen Parlamentarischen Versammlung.
In der 20. Wahlperiode ist Hakverdi Mitglied im Haushaltsausschuss sowie stellvertretendes Mitglied im Ausschuss für die Angelegenheiten der Europäischen Union, im Ausschuss für Digitales und im Verkehrsausschuss.

### 2025–
Am 16. November 2024 wurde Hakverdi erneut als Kandidat der SPD für die vorgezogene Bundestagswahl 2025 im Bundestagswahlkreis 23 Hamburg-Bergedorf – Harburg nominiert. Mit 32,2 Prozent der Erststimmen verteidigte er sein Direktmandat. Im 21. Deutschen Bundestag ist er Mitglied im Ausschuss für die Angelegenheiten der Europäischen Union sowie stellvertretendes Mitglied im Haushaltsausschuss, im Finanzausschuss und im Auswärtigen Ausschuss.
Am 28. Mai 2025 wurde Hakverdi zum Koordinator der Bundesregierung für die transatlantische Zusammenarbeit ernannt.

## Parteilaufbahn
Hakverdi trat im Jahr 2002 der SPD bei. Er war stellvertretender Bundesvorsitzender der Arbeitsgemeinschaft Selbstständige in der SPD (AGS). Aktuell ist er Mitglied des Landesvorstands der SPD Hamburg, stellvertretender Kreisvorsitzender der SPD Hamburg-Mitte sowie stellvertretender Vorsitzender der SPD Wilhelmsburg-West. Er ist Mitglied im Netzwerk Berlin.

## Ehrenamtliche Tätigkeiten
Hakverdi ist Helfer des Technischen Hilfswerks im THW-Ortsverband Hamburg-Harburg und durchlief im Oktober 2016 die Grundausbildung. Er ist Mitglied des Kuratoriums der THW-Stiftung. Zudem ist er Mitglied der überparteilichen Europa-Union Deutschland, die sich für ein föderales Europa und den europäischen Einigungsprozess einsetzt.